# Margaret Valadian
Margaret Valadian AO, MBE (* 3. September 1936 in Darwin im Northern Territory,  Australien; † 23. Dezember 2023) war eine Aborigine und Pädagogin. Sie war die erste Aborigine-Frau, die im Jahr 1966 einen Bachelor-Studiengang erfolgreich abschloss.

## Frühes Leben
Über ihr frühes Leben ist wenig bekannt. Sie war die Tochter von O. Valadian. Bevor Margaret Valadian im Jahr 1966 in Brisbane an der University of Queensland mit einem Bachelor of Social Studies abschloss, arbeitete sie als Sozialarbeiterin beim Welfare Board Northern Territory.

## Ausbildung und Beruf
Ab 1964 hatte sie eine Anstellung als Research Officer am Department of Territories Papua New Guinea. Ab dem Jahr 1966 arbeitete sie am Department of Native Affairs in Western Australia. 1969 schloss sie an University of Hawaiʻi mit einem Master of Education und an der State University of New York mit einem Master of Social Welfare ab. Dort wurde sie als erste Frau und erste Australierin zur Präsidentin der East-West Centre Student Association an der University of Hawaii gewählt.
Ab 1970 arbeitete Valadian als Leiterin am Aboriginal Art Advisory Council und ab 1974 als Social Planning Consultant bei der Schools Commission Canberra. 1978 gründete sie das Aboriginal Training and Cultural Institute in Sydney, wo sie bis 1990 arbeitete. In der von 1976 bis 1978 war sie Direktorin des Queensland Aboriginal and Torres Strait Islander Teacher Aides Development Program. 1978 war sie ebenfalls
Direktorin am Aboriginal Education Centre an der University of Wollongong.
Valadian war Mitglied Council of the Sydney College of the Arts von 1984 bis 1988. 1984
war sie Gastprofessorin für Rural Education at the University of Alaska. Sie wurde zum Mitglied des NSW Equal Opportunity Tribunal in 1984 und ab 1987 erneut für weitere drei Jahre ernannt. Von 1984 bis 1987 war sie stellvertretende Leiterin am New South Wales Board of Adult Education.
1996 wurde ihr von der Macquarie University die Ehrendoktorwürde verliehen. Von 1998 bis 2002 war Valadian Mitglied des Council of the Order of Australia.

## Ehrungen, Preisverleihungen
Margaret Valadian erhielt zahlreiche Ehrungen und Preise für ihre Leistungen in der Wohlfahrt, Kultur und Bildung für die Aborigines-Gemeinschaft.
- 1976: Order of the British Empire[5]
- 1984: BHP Award, dotiert mit AUD 40.000[6]
- 1986: Officer of the Order of Australia[7]
- 1995: Ehrendoktorwürde, Macquarie University[8]
- 1996: Alumnus of the Year, University of Queensland[9]
- 2001: Centenary Medal[10]

## Erste Aborigines mit akademischen Titeln
- Erste Aborigines-Frau mit einem Diploma war Margaret Williams Weir im Jahr 1959
- Erster Aborigines-Mann mit einem Bachelor war Charles Perkins im Jahr 1965